# Lista de governadores da Bahia
Esta é uma lista de governadores da Bahia, estado da República Federativa do Brasil. Inicialmente eram chamados presidentes, no período imperial e início do republicano, ao tempo em que o estado era denominado província. Mais tarde, passaram a ser designados governadores [estaduais].
Com a Proclamação da República, em 1889, os governantes sucederam-se por nomeações, até 1892, quando o governador passou a ser eleito pelo voto direto da população (no princípio censitário, descoberto e manietado pelos chefes políticos), com exceção dos períodos não-democráticos (Estado Novo de 1937 a 1945 e Ditadura civil-militar de 1964 a 1985), quando eram nomeados.
A sede do governo da Bahia é o Palácio de Ondina desde 1967, quando o Palácio da Aclamação deixou de ser a residência oficial. Este último sucedeu os palácios Palácio da Piedade e Rio Branco.
Abaixo os governantes da Bahia são elencados, e sua ordem dividida pelos dois períodos (imperial e republicano). Os governantes do período colonial não estão incluídos na listagem.

## Período colonial
Antes de 1763 a capital do Brasil colonial era situada em Salvador, na Capitania da Bahia. Em decorrência disto, entre a criação do governo geral do Brasil até à mudança da capital, os governadores do Brasil colonial exerciam também a função de governador da Capitania da Bahia.
| Nº | Nome                                                                              | Imagem | Início do mandato       | Término do mandato      | Observações                            |
| -- | --------------------------------------------------------------------------------- | ------ | ----------------------- | ----------------------- | -------------------------------------- |
| 1  | Tomé de Sousa                                                                     |        | 7 de julho de 1549      | 1° de maio de 1553      | Governador Geral da Capitania da Bahia |
| 2  | Duarte da Costa                                                                   |        | 1° de maio de 1553      | 3 de janeiro de 1558    | Governador Geral da Capitania da Bahia |
| 3  | Mem de Sá                                                                         |        | 3 de janeiro de 1558    | 2 de março de 1572      | Governador Geral da Capitania da Bahia |
| 4  | Luís de Brito e Almeida                                                           |        | 10 de dezembro de 1572  | 12 de abril de 1578     | Governador Geral da Capitania da Bahia |
| 5  | Lourenço da Veiga                                                                 |        | 12 de abril de 1578     | 17 de junho de 1581     | Governador Geral da Capitania da Bahia |
| 6  | Cosme Rangel de Macedo António Barreiros                                          |        | 17 de junho de 1581     | 11 de maio de 1582      | Junta Governativa                      |
| 7  | Manuel Teles Barreto                                                              |        | 11 de maio de 1582      | 9 de maio de 1587       | Governador Geral da Capitania da Bahia |
| 8  | Antônio Barreiros Cristóvão de Barros Antônio Coelho de Aguiar                    |        | 9 de maio de 1587       | 8 de fevereiro de 1592  | Junta Governativa                      |
| 9  | Francisco de Sousa                                                                |        | 8 de fevereiro de 1592  | 1° de abril de 1602     | Marquês das Minas                      |
| 10 | Diogo Botelho                                                                     |        | 1° de abril de 1602     | 24 de fevereiro de 1608 | Governador Geral da Capitania da Bahia |
| 11 | Diogo Menezes                                                                     |        | 24 de fevereiro de 1608 | 22 de agosto de 1612    | Governador Geral da Capitania da Bahia |
| 12 | Gaspar de Sousa                                                                   |        | 22 de agosto de 1612    | 1° de janeiro de 1617   | Governador Geral da Capitania da Bahia |
| 13 | Luís de Sousa                                                                     |        | 1° de janeiro de 1617   | 12 de outubro de 1621   | Conde do Prado                         |
| 14 | Diogo de Mendonça Furtado                                                         |        | 12 de outubro de 1621   | 26 de julho de 1624     | Governador Geral da Capitania da Bahia |
| 15 | Matias de Albuquerque                                                             |        | 26 de julho de 1624     | 31 de dezembro de 1625  | Conde de Alegrete                      |
| 16 | Francisco de Moura Rolim                                                          |        | 31 de dezembro de 1625  | 11 de julho de 1627     | Governador Geral da Capitania da Bahia |
| 17 | Diogo Luís de Oliveira                                                            |        | 11 de julho de 1627     | 11 de dezembro de 1635  | Governador Geral da Capitania da Bahia |
| 18 | Pedro da Silva                                                                    |        | 11 de dezembro de 1635  | 23 de janeiro de 1639   | Conde de São Lourenço                  |
| 19 | Fernando Mascarenhas                                                              |        | 23 de janeiro de 1639   | 8 de fevereiro de 1640  | Conde da Torre                         |
| 20 | Vasco Mascarenhas                                                                 |        | 8 de fevereiro de 1640  | 26 de maio de 1640      | Conde de Óbidos                        |
| 21 | Jorge Mascarenhas                                                                 |        | 26 de maio de 1640      | 16 de abril de 1641     | Marquês de Montalvão                   |
| 22 | Pedro da Silva Sampaio Luís Barbalho Bezerra Lourenço de Brito Correia            |        | 16 de abril de 1641     | 14 de julho de 1642     | Junta Governativa Provisória           |
| 23 | Antônio Teles da Silva                                                            |        | 14 de julho de 1642     | 26 de dezembro de 1647  | Governador Geral da Capitania da Bahia |
| 24 | António Teles de Meneses                                                          |        | 26 de dezembro de 1647  | 10 de março de 1650     | Conde de Vila Pouca de Aguiar          |
| 25 | João Rodrigues de Sousa                                                           |        | 10 de março de 1650     | 14 de dezembro de 1654  | Conde de Castelo Melhor                |
| 26 | Jerônimo de Ataíde                                                                |        | 14 de dezembro de 1654  | 20 de junho de 1657     | 6.º Conde de Atouguia                  |
| 27 | Francisco Barreto                                                                 |        | 20 de junho de 1657     | 21 de julho de 1663     | Governador Geral da Capitania da Bahia |
| 28 | Vasco Mascarenhas                                                                 |        | 21 de julho de 1663     | 13 de junho de 1667     | Conde de Óbidos                        |
| 29 | Alexandre de Sousa Freire                                                         |        | 13 de julho de 1667     | 8 de maio de 1671       | Governador Geral da Capitania da Bahia |
| 30 | Affonso Furtado                                                                   |        | 8 de maio de 1671       | 26 de novembro de 1675  | Visconde de Barbacena                  |
| 31 | Agostinho de Azevedo Monteiro Álvaro de Azevedo Antônio Guedes de Brito           |        | 26 de novembro de 1675  | 5 de março de 1678      | Governador Geral da Capitania da Bahia |
| 32 | Roque da Costa Barreto                                                            |        | 5 de março de 1678      | 23 de maio de 1682      | Governador Geral da Capitania da Bahia |
| 33 | Antônio de Sousa Meneses                                                          |        | 23 de maio de 1682      | 4 de junho de 1684      | Governador Geral da Capitania da Bahia |
| 34 | António Luís de Sousa                                                             |        | 4 de junho de 1684      | 4 de junho de 1687      | Marquês das Minas                      |
| 35 | Matias da Cunha                                                                   |        | 4 de junho de 1687      | 24 de outubro de 1688   | Governador Geral da Capitania da Bahia |
| 36 | Manuel da Ressurreição (presidente) Manuel Carneiro de Sá                         |        | 24 de outubro de 1688   | 8 de outubro de 1690    | Junta Governativa                      |
| 37 | Antônio Luís Coutinho                                                             |        | 8 de outubro de 1690    | 22 de maio de 1694      | Governador Geral da Capitania da Bahia |
| 38 | João de Lencastre                                                                 |        | 22 de maio de 1694      | 3 de julho de 1702      | Governador Geral da Capitania da Bahia |
| 39 | Rodrigo da Costa                                                                  |        | 3 de julho de 1702      | 8 de setembro de 1705   | Governador Geral da Capitania da Bahia |
| 40 | Luís César de Meneses                                                             |        | 8 de setembro de 1705   | 3 de maio de 1710       | Governador Geral da Capitania da Bahia |
| 41 | Lourenço de Almada                                                                |        | 3 de maio de 1710       | 14 de outubro de 1711   | Governador Geral da Capitania da Bahia |
| 42 | Pedro de Vasconcelos e Sousa                                                      |        | 14 de outubro de 1711   | 14 de outubro de 1714   | Governador Geral da Capitania da Bahia |
| 43 | Pedro Noronha                                                                     |        | 14 de outubro de 1714   | 21 de agosto de 1718    | Marquês de Angeja                      |
| 44 | Sancho de Faro e Sousa                                                            |        | 21 de agosto de 1718    | 14 de outubro de 1719   | Conde de Vimieiro                      |
| 45 | Sebastião Monteiro da Vide Caetano de Brito e Figueiredo João de Araújo e Azevedo |        | 14 de outubro de 1719   | 23 de novembro de 1720  | Junta Governativa Provisória           |
| 46 | Vasco Fernandes                                                                   |        | 23 de novembro de 1720  | 11 de maio de 1735      | Conde de Sabugosa                      |
| 47 | André de Melo e Castro                                                            |        | 11 de maio de 1735      | 17 de dezembro de 1749  | Conde das Galveias                     |
| 48 | Luís Pedro Peregrino                                                              |        | 17 de dezembro de 1749  | 17 de agosto de 1754    | Conde de Atouguia                      |
| 49 | José Botelho de Matos Manuel Souto Maior Lourenço Monteiro                        |        | 17 de agosto de 1754    | 23 de dezembro de 1755  | Junta Governativa Provisória           |
| 50 | Marcos José de Noronha Britto                                                     |        | 23 de dezembro de 1755  | 9 de janeiro de 1760    | Conde dos Arcos                        |
| 51 | Antônio Soares Portugal                                                           |        | 9 de janeiro de 1760    | 4 de julho de 1760      | Marquês do Lavradio                    |
| 52 | José Carvalho de Andrada Frei Manuel de Santa Inês Gonçalo Xavier de Barros Alvim |        | 4 de julho de 1760      | 6 de novembro de 1765   | Junta Governativa Provisória           |
| 53 | Frei Manuel de Santa Inês                                                         |        | 6 de novembro de 1765   | 28 de maio de 1769      | Governador Geral da Capitania da Bahia |
| 54 | Luís de Almeida Portugal                                                          |        | 28 de maio de 1769      | 14 de julho de 1769     | Governador Geral da Capitania da Bahia |
| 55 | José Ataíde de Mello                                                              |        | 14 de julho de 1769     | 11 de junho de 1774     | Governador Geral da Capitania da Bahia |
| 56 | Manuel da Cunha Menezes                                                           |        | 11 de junho de 1774     | 7 de agosto de 1779     | Governador Geral da Capitania da Bahia |
| 57 | Affonso Miguel de Portugal                                                        |        | 7 de agosto de 1779     | 23 de maio de 1783      | Governador Geral da Capitania da Bahia |
| 58 | Rodrigo Menezes                                                                   |        | 23 de maio de 1783      | 27 de abril de 1788     | Governador Geral da Capitania da Bahia |
| 59 | Fernando José de Portugal                                                         |        | 27 de abril de 1788     | 24 de julho de 1801     | Governador Geral da Capitania da Bahia |
| 60 | Francisco Menezes                                                                 |        | 24 de julho de 1801     | 14 de janeiro de 1805   | Governador Geral da Capitania da Bahia |
| 61 | João da Gama Mello                                                                |        | 14 de janeiro de 1805   | 12 de outubro de 1809   | Governador Geral da Capitania da Bahia |
| 62 | Marcos de Noronha Britto                                                          |        | 12 de outubro de 1809   | 16 de agosto de 1818    | Governador Geral da Capitania da Bahia |
| 63 | Francisco de Assis Mascarenhas                                                    |        | 16 de agosto de 1818    | 28 de outubro de 1821   | Governador Geral da Capitania da Bahia |
| 64 | Junta Governativa Baiana de 1821-1824                                             |        | 28 de outubro de 1821   | 7 de julho de 1823      | Junta Governativa                      |

## Período imperial
Durante o período imperial, todos os governantes da Bahia, chamados de Presidentes da Província, eram nomeados pelo Imperador.
| Nº                            | Nome                            | Imagem | Partido                 | Início do mandato       | Término do mandato      | Observações                                      |
| ----------------------------- | ------------------------------- | ------ | ----------------------- | ----------------------- | ----------------------- | ------------------------------------------------ |
| Primeiro Reinado (1822-1831)  |                                 |        |                         |                         |                         |                                                  |
| 1                             | Miguel Calmon                   |        | Partido Nacional        | 7 de julho de 1823      | 26 de agosto de 1823    | Conselho Interino - Marquês de Abrantes          |
| 2                             | Francisco Vicente Viana         |        | Partido Nacional        | 26 de agosto de 1823    | 21 de julho de 1825     | Barão do Rio de Contas                           |
| 3                             | Severiano Maciel                |        | Partido Nacional        | 21 de julho de 1825     | 20 de junho de 1827     | Marquês de Queluz                                |
| 4                             | José Egídio Gordilho            |        | Partido Brasileiro      | 20 de junho de 1827     | 28 de fevereiro de 1830 | Visconde de Camamu Assassinado                   |
| 5                             | Luís Paulo Bastos               |        | Partido Liberal-Radical | 17 de outubro de 1830   | 7 de agosto de 1831     | Visconde de Fiais                                |
| Período regencial (1831-1840) |                                 |        |                         |                         |                         |                                                  |
| 6                             | Honorato de Barros              |        | Partido Moderado        | 7 de agosto de 1831     | 12 de maio de 1832      | Presidente Provincial nomeado por Carta imperial |
| 7                             | Joaquim de Vasconcelos          |        | Partido Moderado        | 12 de maio de 1832      | 13 de setembro de 1834  | Visconde de Monserrate                           |
| 8                             | Francisco de Sousa Martins      |        | Partido Conservador     | 13 de setembro de 1834  | 17 de janeiro de 1836   | Presidente Provincial nomeado por Carta imperial |
| 9                             | Francisco de Sousa Paraíso      |        | Partido Conservador     | 17 de janeiro de 1836   | 14 de abril de 1837     | Presidente Provincial nomeado por Carta imperial |
| 10                            | Antônio Barreto Pedroso         |        | Partido Liberal         | 14 de abril de 1837     | 21 de junho de 1838     | Presidente Provincial nomeado por Carta imperial |
| —                             | João Carneiro Rego              |        | Partido Liberal         | 21 de junho de 1838     | 24 de agosto de 1838    | 1° Vice-governador, assume durante a Sabinada.   |
| 11                            | Tomás Xavier de Almeida         |        | Partido Conservador     | 24 de agosto de 1838    | 22 de junho de 1840     | Interventor militar, após a Sabinada.            |
| Segundo Reinado (1840-1889)   |                                 |        |                         |                         |                         |                                                  |
| 12                            | Paulo de Mello Britto           |        | Partido Conservador     | 22 de junho de 1840     | 22 de março de 1841     | Presidente Provincial nomeado por Carta imperial |
| 13                            | Joaquim de Vasconcelos          |        | Partido Conservador     | 22 de março de 1841     | 27 de janeiro de 1844   | Visconde de Monserrate                           |
| 14                            | Francisco Soares de Andréa      |        | Partido Conservador     | 27 de janeiro de 1844   | 21 de abril de 1846     | Barão de Caçapava                                |
| 15                            | Antônio Inácio de Azevedo       |        | Partido Liberal         | 21 de abril de 1846     | 12 de dezembro de 1847  | Presidente Provincial nomeado por Carta imperial |
| 16                            | João Magalhães                  |        | Partido Conservador     | 12 de dezembro de 1847  | 3 de outubro de 1848    | Presidente Provincial nomeado por Carta imperial |
| 17                            | Joaquim de Vasconcelos          |        | Partido Conservador     | 3 de outubro de 1848    | 18 de outubro de 1850   | Visconde de Monserrate                           |
| 18                            | João Lisboa Serra               |        | Partido Conservador     | 18 de outubro de 1850   | 12 de outubro de 1851   | Presidente Provincial nomeado por Carta imperial |
| 19                            | Francisco Gonçalves Martins     |        | Partido Conservador     | 12 de outubro de 1851   | 13 de maio de 1852      | Presidente Provincial nomeado por Carta imperial |
| 20                            | João Maurício Wanderley         |        | Partido Conservador     | 13 de maio de 1852      | 2 de dezembro de 1855   | Presidente Provincial nomeado por Carta imperial |
| 21                            | Álvaro Lima                     |        | Partido Conservador     | 2 de dezembro de 1855   | 5 de julho de 1856      | 1° Vice-Presidente no cargo de titular           |
| 22                            | João de Sinimbu                 |        | Partido Liberal         | 5 de julho de 1856      | 21 de junho de 1858     | Visconde de Sinimbu                              |
| 23                            | Francisco Xavier Paes           |        | Partido Conservador     | 21 de junho de 1858     | 20 de abril de 1859     | Presidente Provincial nomeado por Carta imperial |
| 24                            | Herculano Ferreira Pena         |        | Partido Conservador     | 20 de abril de 1859     | 30 de março de 1860     | Presidente Provincial nomeado por Carta imperial |
| 25                            | Antônio da Costa Pinto          |        | Partido Liberal         | 30 de março de 1860     | 5 de abril de 1861      | Presidente Provincial nomeado por Carta imperial |
| 26                            | Joaquim Fernandes Leão          |        | Partido Liberal         | 5 de abril de 1861      | 5 de maio de 1862       | Presidente Provincial nomeado por Carta imperial |
| 27                            | Antônio Coelho de Sá            |        | Partido Liberal         | 5 de maio de 1862       | 23 de abril de 1864     | 1° Vice-Presidente no cargo de titular           |
| 28                            | Antônio da Silva Gomes          |        | Partido Liberal         | 23 de abril de 1864     | 10 de outubro de 1864   | 2° Vice-Presidente no cargo de titular           |
| 29                            | Luís Antônio Barbosa de Almeida |        | Partido Conservador     | 10 de outubro de 1864   | 14 de dezembro de 1865  | Presidente Provincial nomeado por Carta imperial |
| 30                            | Manuel Sousa Dantas             |        | Partido Liberal         | 14 de dezembro de 1865  | 30 de abril de 1866     | Presidente Provincial nomeado por Carta imperial |
| 31                            | Ambrósio Leitão da Cunha        |        | Partido Conservador     | 30 de abril de 1866     | 3 de maio de 1867       | Presidente Provincial nomeado por Carta imperial |
| 32                            | João Ferreira de Moura          |        | Partido Conservador     | 3 de maio de 1867       | 9 de novembro de 1867   | 1° Vice-Presidente no cargo de titular           |
| 33                            | José Bonifácio Azambuja         |        | Partido Liberal         | 9 de novembro de 1867   | 4 de março de 1868      | Presidente Provincial nomeado por Carta imperial |
| 34                            | Francisco Gonçalves Martins     |        | Partido Conservador     | 4 de março de 1868      | 15 de abril de 1871     | Barão de São Lourenço                            |
| —                             | Francisco José da Rocha         |        | Partido Liberal         | 15 de abril de 1871     | 17 de outubro de 1871   | 4° Vice-Presidente no cargo de titular           |
| —                             | João de Almeida Couto           |        | Partido Liberal         | 17 de outubro de 1871   | 29 de agosto de 1872    | Barão do Desterro                                |
| 35                            | João Antônio de Araújo Freitas  |        | Partido Conservador     | 29 de agosto de 1872    | 7 de novembro de 1872   | Presidente Provincial nomeado por Carta imperial |
| 36                            | Joaquim Machado Portella        |        | Partido Conservador     | 7 de novembro de 1872   | 13 de novembro de 1873  | Presidente Provincial nomeado por Carta imperial |
| 37                            | Antônio Cândido da Cruz Machado |        | Partido Conservador     | 13 de novembro de 1873  | 30 de outubro de 1874   | Visconde de Serro Frio                           |
| 38                            | Venâncio de Oliveira Lisboa     |        | Partido Liberal         | 30 de outubro de 1874   | 30 de setembro de 1875  | Presidente Provincial nomeado por Carta imperial |
| 39                            | Luís Antônio da Silva Nunes     |        | Partido Liberal         | 30 de setembro de 1875  | 29 de janeiro de 1877   | Presidente Provincial nomeado por Carta imperial |
| 40                            | Henrique Pereira de Lucena      |        | Partido Conservador     | 29 de janeiro de 1877   | 1° de fevereiro de 1878 | Barão de Lucena                                  |
| 41                            | Francisco Homem de Mello        |        | Partido Liberal         | 1° de fevereiro de 1878 | 19 de fevereiro de 1879 | Barão Homem de Mello                             |
| 42                            | Antônio de Aragão Bulcão        |        | Partido Liberal         | 19 de fevereiro de 1879 | 21 de fevereiro de 1881 | 3º Barão de São Francisco                        |
| 43                            | João Lustosa Paranaguá          |        | Partido Liberal         | 21 de fevereiro de 1881 | 3 de setembro de 1882   | 2º Marquês de Paranaguá                          |
| 44                            | Pedro Luís de Sousa             |        | Partido Conservador     | 3 de setembro de 1882   | 2 de fevereiro de 1884  | Presidente Provincial nomeado por Carta imperial |
| 45                            | João Rodrigues Chaves           |        | Partido Conservador     | 2 de fevereiro de 1884  | 15 de maio de 1884      | 3° Vice-Presidente no cargo de titular           |
| 46                            | Esperidião de Barros Pimentel   |        | Partido Conservador     | 15 de maio de 1884      | 11 de outubro de 1884   | Presidente Provincial nomeado por Carta imperial |
| 47                            | José de Almeida Couto           |        | Partido Liberal         | 11 de outubro de 1884   | 5 de outubro de 1885    | Presidente Provincial nomeado por Carta imperial |
| 48                            | Teodoro Machado Freire          |        | Partido Conservador     | 5 de outubro de 1885    | 19 de dezembro de 1886  | Presidente Provincial nomeado por Carta imperial |
| 49                            | Antônio Affonso de Carvalho     |        | Partido Conservador     | 19 de dezembro de 1886  | 13 de fevereiro de 1888 | Presidente Provincial nomeado por Carta imperial |
| 50                            | Manuel Machado Portella         |        | Partido Conservador     | 13 de fevereiro de 1888 | 10 de fevereiro de 1889 | 1° Vice-Presidente no cargo de titular           |
| 51                            | Antônio Affonso de Carvalho     |        | Partido Conservador     | 10 de fevereiro de 1889 | 1° de setembro de 1889  | Presidente Provincial nomeado por Carta imperial |
| 52                            | José Luís de Almeida Couto      |        | Partido Liberal         | 1° de setembro de 1889  | 18 de novembro de 1889  | Presidente Provincial nomeado por Carta imperial |

## Período republicano
Lista dos governadores desde a Proclamação da República do Brasil:
| N°                                                    | Governador                                | Imagem                                    | Partido                                   | Partido                                          | Início do Mandato | Fim do Mandato                            | Notas | Ref.                                      |
| Primeira República Brasileira (1889-1930)             | Primeira República Brasileira (1889-1930) | Primeira República Brasileira (1889-1930) | Primeira República Brasileira (1889-1930) | Primeira República Brasileira (1889-1930)        | Primeira República Brasileira (1889-1930)                                                                                                 | Primeira República Brasileira (1889-1930) | Primeira República Brasileira (1889-1930) | Primeira República Brasileira (1889-1930) |
| ----------------------------------------------------- | ----------------------------------------- | ----------------------------------------- | ----------------------------------------- | ------------------------------------------------ | --- | ----------------------------------------- | --- | ----------------------------------------- |
| 1°                                                    | Virgílio Clímaco Damásio                  |                                           |                                           | Clube Republicano Federal de Salvador CRFS       | 18 de novembro de 1889 | 23 de novembro de 1889                    | Interino | [ 31 ]                                    |
| 2°                                                    | Manuel Vitorino                           |                                           |                                           | Partido Republicano Federal PRF                  | 23 de novembro de 1889 | 25 de abril de 1890                       | Afastado |                                           |
| 3°                                                    | Hermes Ernesto da Fonseca                 |                                           |                                           | Partido Republicano Federal PRF                  | 25 de abril de 1890 | 15 de setembro de 1890                    | Governador nomeado pelo Presidente Deodoro da Fonseca |                                           |
| 4°                                                    | Virgílio Clímaco Damásio                  |                                           |                                           | Clube Republicano Federal de Salvador CRFS       | 15 de setembro de 1890 | 24 de novembro de 1890                    | Vice-governador | [ 31 ]                                    |
| 5°                                                    | José Gonçalves da Silva                   |                                           |                                           | Partido Republicano Federalista PRF              | 24 de novembro de 1890 | 24 de novembro de 1891                    | Deposto | [ 31 ]                                    |
| 6°                                                    | Tude Soares Neiva                         |                                           |                                           | Partido Republicano Progressista PRP             | 24 de novembro de 1891 | 23 de dezembro de 1891                    | Interino |                                           |
| 7°                                                    | Leal Ferreira                             |                                           |                                           | Partido Republicano Progressista PRP             | 23 de dezembro de 1891 | 28 de maio de 1892                        | Interino |                                           |
| 8°                                                    | Rodrigues Lima                            |                                           |                                           | Partido Republicano Federal PRF                  | 28 de maio de 1892 | 7 de março de 1896                        | 1º Governador eleito; licenciou-se por 2 meses: Antônio Calmon de Araújo Góis, interino.                                                                                                 | [ 31 ]                                    |
| 9°                                                    | Luiz Viana                                |                                           |                                           | Partido Republicano Federal da Bahia PRFB        | 7 de março de 1896 | 28 de maio de 1900                        | Governador eleito em Assembléia Indireta | [ 31 ]                                    |
| 10°                                                   | Severino Vieira                           |                                           |                                           | Partido Republicano da Bahia PR-BA               | 28 de maio de 1900 | 1° de maio de 1904                        | Governador eleito em Assembléia Indireta | [ 31 ]                                    |
| 11°                                                   | José Marcelino de Sousa                   |                                           |                                           | Partido Republicano da Bahia PR-BA               | 1° de maio de 1904 | 1° de maio de 1908                        | Governador eleito em Assembléia Indireta | [ 31 ]                                    |
| 12°                                                   | João Ferreira de Araújo Pinho             |                                           |                                           | Partido Republicano da Bahia PR-BA               | 1° de maio de 1908 | 22 de dezembro de 1911                    | Renunciou antes de concluir o mandato | [ 31 ]                                    |
| 13°                                                   | Aurélio Rodrigues Viana                   |                                           |                                           | Partido Republicano da Bahia PR-BA               | 22 de dezembro de 1911 | 10 de janeiro de 1912                     | Não assumiu de fato devido ao Bombardeio de Salvador | [ 31 ]                                    |
| 14°                                                   | Bráulio Xavier                            |                                           |                                           | Partido Republicano Conservador PRC              | 10 de janeiro de 1912 | 22 de janeiro de 1912                     | Presidente do TJ-BA no cargo de governador |                                           |
| 15°                                                   | José Joaquim Seabra                       |                                           |                                           | Partido Republicano Democrata da Bahia PRD       | 22 de janeiro de 1912 | 29 de março de 1916                       | Governador eleito em Assembléia Indireta | [ 31 ]                                    |
| 16°                                                   | Antônio Ferrão Moniz de Aragão            |                                           |                                           | Partido Republicano Democrata da Bahia PRD       | 29 de março de 1916 | 29 de março de 1920                       | Governador eleito em Assembléia Indireta | [ 31 ]                                    |
| 17°                                                   | José Joaquim Seabra                       |                                           |                                           | Partido Republicano Democrata da Bahia PRD       | 29 de março de 1920 | 29 de março de 1924                       | Governador eleito em sufrágio universal | [ 31 ]                                    |
| 18°                                                   | Francisco Góis Calmon                     |                                           |                                           | Partido Republicano Baiano PRB                   | 29 de março de 1924 | 29 de março de 1928                       | Governador eleito em sufrágio universal | [ 31 ]                                    |
| 19°                                                   | Vital Soares                              |                                           |                                           | Partido Republicano Baiano PRB                   | 29 de março de 1928 | 1° de março de 1930                       | Governador eleito em sufrágio universal | [ 31 ]                                    |
| 20°                                                   | Frederico Costa                           |                                           |                                           | Partido Republicano Democrata da Bahia PRD       | 1° de março de 1930 | 3 de novembro de 1930                     | Interventor Federal | [ 31 ]                                    |
| Segunda e Terceira Repúblicas Brasileiras (1930-1945) |                                           |                                           |                                           |                                                  | |                                           | |                                           |
| 21°                                                   | Leopoldo Amaral                           |                                           |                                           | Sem Partido                                      | 3 de novembro de 1930 | 1° de fevereiro de 1931                   | Interventor Federal |                                           |
| 22°                                                   | Artur Neiva                               |                                           |                                           | Sem Partido                                      | 1° de fevereiro de 1931 | 4 de maio de 1931                         | Interventor Federal |                                           |
| 23°                                                   | Raimundo Rodrigues Barbosa                |                                           |                                           | Sem Partido                                      | 4 de maio de 1931 | 19 de setembro de 1931                    | Interventor Federal |                                           |
| 24°                                                   | Juracy Magalhães                          |                                           |                                           | Sem Partido                                      | 19 de setembro de 1931 | 10 de novembro de 1937                    | Interventor Federal |                                           |
| 25°                                                   | Antônio Fernandes Dantas                  |                                           |                                           | Sem Partido                                      | 10 de novembro de 1937 | 25 de março de 1938                       | Interventor Federal |                                           |
| 26°                                                   | Landulfo Alves                            |                                           |                                           | Sem Partido                                      | 25 de março de 1938 | 3 de dezembro de 1942                     | Interventor Federal |                                           |
| 27°                                                   | Renato Pinto Aleixo                       |                                           |                                           | Sem Partido                                      | 3 de dezembro de 1942 | 29 de outubro de 1945                     | Interventor Federal |                                           |
| Quarta República Brasileira (1945-1964)               |                                           |                                           |                                           |                                                  | |                                           | |                                           |
| 28°                                                   | João Vicente Bulcão Viana                 |                                           |                                           | Partido Social Democrático PSD                   | 29 de outubro de 1945 | 1° de fevereiro de 1946                   | Governador nomeado |                                           |
| 29°                                                   | Guilherme Marback                         |                                           |                                           | Partido Social Democrático PSD                   | 1° de fevereiro de 1946 | 6 de junho de 1946                        | Interino |                                           |
| 30°                                                   | Cândido Caldas                            |                                           |                                           | Partido Social Democrático PSD                   | 6 de junho de 1946 | 10 de abril de 1947                       | Interino |                                           |
| 31°                                                   | Otávio Mangabeira                         |                                           |                                           | União Democrática Nacional UDN                   | 10 de abril de 1947 | 31 de janeiro de 1951                     | Governador eleito em sufrágio universal |                                           |
| 32°                                                   | Régis Pacheco                             |                                           |                                           | Partido Social Democrático PSD                   | 31 de janeiro de 1951 | 7 de abril de 1955                        | Governador eleito em sufrágio universal |                                           |
| 33°                                                   | Antônio Balbino                           |                                           |                                           | Partido Trabalhista Brasileiro PTB               | 7 de abril de 1955 | 7 de abril de 1959                        | Governador eleito em sufrágio universal |                                           |
| 34°                                                   | Juracy Magalhães                          |                                           |                                           | União Democrática Nacional UDN                   | 7 de abril de 1959 | 7 de abril de 1963                        | Governador eleito em sufrágio universal |                                           |
| 35°                                                   | Antônio Lomanto Jr                        |                                           |                                           | Partido Libertador PL                            | 7 de abril de 1963 | 15 de março de 1967                       | Governador eleito em sufrágio universal |                                           |
| Quinta República Brasileira (1964-1985)               |                                           |                                           |                                           |                                                  | |                                           | |                                           |
| 36°                                                   | Luiz Viana Filho                          |                                           |                                           | Aliança Renovadora Nacional ARENA                | 15 de março de 1967 | 15 de março de 1971                       | Governador eleito pela Assembléia Legislativa |                                           |
| 37°                                                   | Antônio Carlos Magalhães                  |                                           |                                           | Aliança Renovadora Nacional ARENA                | 15 de março de 1971 | 15 de março de 1975                       | Governador eleito pela Assembléia Legislativa |                                           |
| 38°                                                   | Roberto Santos                            |                                           |                                           | Aliança Renovadora Nacional ARENA                | 15 de março de 1975 | 15 de março de 1979                       | Governador eleito pela Assembléia Legislativa |                                           |
| 39°                                                   | Antônio Carlos Magalhães                  |                                           |                                           | Partido Democrático Social PDS                   | 15 de março de 1979 | 15 de março de 1983                       | Governador eleito pela Assembléia Legislativa |                                           |
| 40°                                                   | João Durval Carneiro                      |                                           |                                           | Partido Democrático Social PDS                   | 15 de março de 1983 | 15 de março de 1987                       | Governador eleito em sufrágio universal |                                           |
| Sexta República Brasileira (1985-atualidade)          |                                           |                                           |                                           |                                                  | |                                           | |                                           |
| 41°                                                   | Waldir Pires                              |                                           |                                           | Partido do Movimento Democrático Brasileiro PMDB | 15 de março de 1987 | 14 de maio de 1989                        | Governador eleito em sufrágio universal |                                           |
| 42°                                                   | Nilo Coelho                               |                                           |                                           | Partido do Movimento Democrático Brasileiro PMDB | 14 de maio de 1989 | 15 de março de 1991                       | Vice-governador eleito no cargo de governador, assumiu o mandato após a renúncia do titular Waldir Pires para concorrer a Vice-presidência da república na Eleição presidencial de 1989. |                                           |
| 43°                                                   | Antônio Carlos Magalhães                  |                                           |                                           | Partido da Frente Liberal PFL                    | 15 de março de 1991 | 2 de abril de 1994                        | Governador eleito em sufrágio universal, renunciou o mandato para concorrer ao cargo de Senador pela Bahia nas Eleições estaduais da Bahia em 1994.                                      | [ 40 ]                                    |
| 44°                                                   | Ruy Trindade                              |                                           |                                           | Sem Partido                                      | 2 de abril de 1994 | 2 de maio de 1994                         | Presidente do TJ-BA no cargo de governador interino |                                           |
| 45°                                                   | Antônio Imbassahy                         |                                           |                                           | Partido da Frente Liberal PFL                    | 2 de maio de 1994 | 1º de janeiro de 1995                     | Governador eleito indiretamente pela Assembleia Legislativa da Bahia após renúncia da chapa eleita em 1990.                                                                              | [ 41 ]                                    |
| 46°                                                   | Paulo Souto                               |                                           |                                           | Partido da Frente Liberal PFL                    | 1° de janeiro de 1995 | 4 de abril de 1998                        | Governador eleito em sufrágio universal, renunciou ao mandato para concorrer ao cargo de Senador nas Eleições estaduais da Bahia em 1998.                                                |                                           |
| 47°                                                   | César Borges                              |                                           |                                           | Partido da Frente Liberal PFL                    | 4 de abril de 1998 | 1º de janeiro de 1999                     | Vice-governador eleito no cargo de governador, assumiu o mandato após a renúncia do titular Paulo Souto.                                                                                 |                                           |
| 47°                                                   | César Borges                              | 1º de janeiro de 1999                     | 5 de abril de 2002                        | Partido da Frente Liberal PFL                    | Governador eleito em sufrágio universal, renunciou ao mandato para concorrer ao cargo de Senador nas Eleições estaduais da Bahia em 2002. | [ 42 ]                                    | |                                           |
| 48°                                                   | Otto Alencar                              |                                           |                                           | Partido Liberal PL                               | 5 de abril de 2002 | 1º de janeiro de 2003                     | Vice-governador eleito no cargo de governador, assumiu o mandato após a renúncia do titular César Borges.                                                                                | [ 42 ]                                    |
| 49°                                                   | Paulo Souto                               |                                           |                                           | Partido da Frente Liberal PFL                    | 1º de janeiro de 2003 | 1º de janeiro de 2007                     | Governador eleito em sufrágio universal | [ 43 ]                                    |
| 50°                                                   | Jaques Wagner                             |                                           |                                           | Partido dos Trabalhadores PT                     | 1º de janeiro de 2007 | 1º de janeiro de 2011                     | Governador eleito em sufrágio universal | [ 44 ]                                    |
| 50°                                                   | Jaques Wagner                             | 1º de janeiro de 2011                     | 1º de janeiro de 2015                     | Partido dos Trabalhadores PT                     | Governador reeleito em sufrágio universal                                                                                                 | [ 45 ]                                    | |                                           |
| 51°                                                   | Rui Costa                                 |                                           |                                           | Partido dos Trabalhadores PT                     | 1º de janeiro de 2015 | 1º de janeiro de 2019                     | Governador eleito em sufrágio universal | [ 46 ]                                    |
| 51°                                                   | Rui Costa                                 | 1º de janeiro de 2019                     | 1º de janeiro de 2023                     | Partido dos Trabalhadores PT                     | Governador reeleito em sufrágio universal                                                                                                 | [ 47 ]                                    | |                                           |
| 52°                                                   | Jerônimo Rodrigues                        |                                           |                                           | Partido dos Trabalhadores PT                     | 1º de janeiro de 2023 | Em exercício                              | Governador eleito em sufrágio universal | [ 48 ] [ 49 ]                             |